# El Arenal (Tabasco)
El Arenal es un poblado del municipio de Balancán ubicado en la subregión de los Ríos del estado mexicano de Tabasco.

## Geografía
La localidad se ubica a 10.5 kilómetros (en dirección oeste) de la localidad de Balancán de Domínguez, la cabecera y lugar más poblado del municipio. Se sitúa en las coordenadas geográficas 17°49′29″N 91°38′01″O / 17.824722, -91.633611, a una elevación de 20 metros sobre el nivel del mar.

## Demografía
Según el Conteo de Población y Vivienda 2020, efectuado por el Instituto Nacional de Estadística y Geografía, la localidad de El Arenal tiene 28 habitantes, de los cuales 15 son del sexo masculino y 13 del sexo femenino. Su tasa de fecundidad es de 4.89 hijos por mujer y tiene 7 viviendas particulares habitadas.
| Gráfica de evolución demográfica de El Arenal entre 1970 y 2020 |
|                                                                 |
| INEGI.                                                          |